# 1754 en droit
Cet article présente les faits marquants de l'année 1754 en droit.

## Événements
- Publication du Codex Carolinus, code civil pour le royaume des Deux-Siciles[1].

- 10 juillet : le savant et homme politique américain Benjamin Franklin présente un projet de constitution qui est adopté par le congrès d'Albany[2].

## Naissances
- 14 novembre : Pierre-Joseph Boyer, magistrat français, président de la Cour de cassation (décédé le 24 février 1853).